# Île Eva-Liv
L'île Eva-Liv ou île Eva (en russe : Остров Ева-Лив, Ostrov Yeva-Liv) est une île de la terre François-Joseph.

## Géographie
Île la plus au nord de l'archipel, d'une longueur de 25 km et d'une superficie de 288 km2, elle est séparée du reste de l'archipel par le détroit du Nord-Est (Проли́в Северо-Восточный, Proliv Severo-Vostotchny) de 45 km et de l'île Freeden à 3 km au sud-ouest par le détroit de Zarza. Son point culminant mesure 381 m d'altitude. 

## Histoire
Découverte le 5 août 1895 par Fridtjof Nansen, celui-ci lui donne le prénom de sa femme, Eva et de sa fille, Liv. En 1932, l'expédition russe de Nikolaï Zoubov a prouvé que Nansen avait confondu ce qui en réalité n'était qu'une seule île, l'île Liv n'étant qu'une péninsule de l'île Eva. L'ensemble formé par l'île Eva, l'île Freeden et l'île Adélaïde se nomme Terre Blanche (Белая Земля, Belaïa Zemlia) car située dans une zone entièrement glacée où la séparation entre terre et mer est peu distincte.
L'île était le point que Valerian Albanov devait atteindre lors de sa tentative de sauvetage de l'expédition Broussilov.